# Ptilorrhoa
A Ptilorrhoa a madarak osztályának verébalakúak (Passeriformes)  rendjébe és a Cinclosomatidae családjába tartozó nem. Egyes szervezetek a Psophodidae családba sorolják a nemet.

## Rendszerezése
A nemet James Lee Peters amerikai ornitológus írta le 1940-ben, jelenleg 4 faj tartozik ide:
- Ptilorrhoa leucosticta
- Ptilorrhoa caerulescens
- Ptilorrhoa geislerorum vagy Ptilorrha caerulescens geislerorum
- vöröshátú ékszertimália (Ptilorrhoa castanonota)

## Előfordulásuk
Új-Guinea szigetén honosak.